# Phigalia verecundaria
Phigalia verecundaria là một loài bướm đêm trong họ Geometridae.